# Don't Hold Back
"Don't Hold Back" é uma canção da banda de disco music estadunidense Chanson. Lançada como single pelo selo Ariola Records em 1978, esta foi a única canção desta banda a figurar em uma parada musical, fazendo da Chanson uma one hit wonder band.
A canção faz parte da trilha-sonora do jogo-eletrônico The Warriors.

## Créditos
- James Jamerson Jr. – Vocais, baixo elétrico
- David Williams – Vocais, guitarra
- David Paich – Teclados
- Jeff Porcaro – baterias
- Eddie Bongo Brown – congas, bongos

## Desempenho nas Paradas Musicais
| Parada Musical          | Posição | Ref.        |
| ----------------------- | ------- | ----------- |
| Billboard Hot 100       | 21      | [ 3 ] [ 4 ] |
| Billboard Dance Club    | 11      | [ 5 ] [ 4 ] |
| Billboard Hot R&B Songs | 8       | [ 6 ] [ 4 ] |
| Uk Singles Chart        | 33      | [ 7 ]       |